# Silla bola
La silla bola es una silla que fue diseñada por el diseñador finlandés Eero Aarnio en 1963. La silla bola es conocida como la silla globo y es famosa por su forma poco convencional. Se considera un clásico de diseño industrial. Versiones más recientes han aumentado el tamaño además de añadir características interesantes, como música e integración con reproductores de MP3. 